# Chrysophyllis lucivaga
Chrysophyllis lucivaga är en fjärilsart som beskrevs av Edward Meyrick 1935. Chrysophyllis lucivaga ingår i släktet Chrysophyllis och familjen Crambidae. Inga underarter finns listade i Catalogue of Life.